# گودسر
گودسر، روستایی از توابع بخش منج شهرستان لردگان در استان چهارمحال و بختیاری ایران است.

## جمعیت
این روستا در دهستان بارز قرار دارد و براساس سرشماری مرکز آمار ایران در سال ۱۳۸۵، جمعیت آن ۶۰۸ نفر (۱۰۸خانوار) بوده‌است.